# Guido Papareschi
Guido Papareschi o de Papa (Roma, ... – Roma, 22 agosto 1221) è stato un cardinale, vescovo cattolico e diplomatico italiano.

## Biografia
Guido Papareschi nacque a Roma. Figlio di Cencio, era membro della nobile famiglia trasteverina dei Papareschi e parente prossimo di papa Innocenzo II.
La sua vita e la sua carriera ecclesiastica prima degli anni 1180 non sono note. Membro del collegio dei rettori della Romana fraternitas sotto papa Lucio III, fu creato cardinale diacono da papa Clemente III nel concistoro del settembre 1190, senza tuttavia ricevere alcun titolo. La sua prima sottoscrizione di una bolla pontificia risale al 7 dicembre dello stesso anno. Non prese parte all'elezione papale del 1191. Il nuovo pontefice Celestino III lo inviò come legato pontificio in Lombardia tra il 1191 e il 1193. Sotto lo stesso pontefice, iniziò inoltre ad agire come uditore della Curia romana. Nuovamente, non prese parte all'elezione papale del 1198. All'inizio del suo pontificato, Innocenzo III lo inviò presso Marcovaldo di Annweiler, reggente del Regno di Sicilia, per ottenere un salvacondotto per un eventuale incontro tra il reggente stesso e il papa. Nello stesso anno, fu elevato a cardinale presbitero, ricevendo il titolo di Santa Maria in Trastevere. L'anno successivo fu parte della commissione (insieme a Ottaviano Poli, cardinale vescovo di Ostia e Velletri, e Ugolino di Anagni, cardinale diacono di Sant'Eustachio) che guidò i negoziati con Marcovaldo a Veroli, al confine tra i domini pontifici e quelli siciliani. La commissione ottenne le dimissioni di Marcovaldo dalla reggenza e la restituzione della Provincia Romandiolæ e della Marca Anconitana. L'amministrazione dei territori appena recuperati fu affidata allo stesso Papareschi dal marzo 1200 fino all'autunno dello stesso anno.
Il 9 gennaio 1207 fu elevato a cardinale vescovo della sede suburbicaria di Palestrina, ma gli fu concesso in via straordinaria di mantenere anche il titolo di Santa Maria in Trastevere. Fu inoltre nominato arciprete della Basilica Vaticana. Prese parte all'elezione papale del 1216, durante la quale ricevette, insieme a Ugolino di Anagni, la delega a eleggere il pontefice a nome dell'intero collegio cardinalizio.
Morì a Roma il 22 agosto 1221.